# Sinfonía n.º 42 (Haydn)

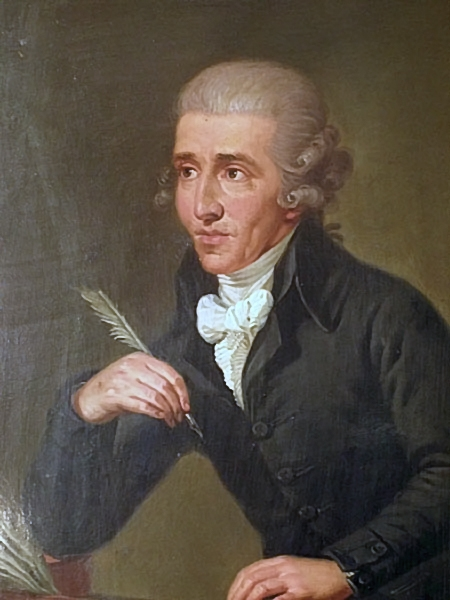
Haydn hacia 1770.

La Sinfonía n.º 42 en re mayor, Hob. I:42 fue compuesta por Joseph Haydn en 1771, durante el periodo Sturm und Drang del compositor.

## Historia
La producción sinfónica del maestro austríaco puede dividirse a grandes rasgos en tres bloques temporales: el primer bloque (1757-1761) se corresponde con su periodo al servicio del conde Carl von Morzin (n.º 1 - n.º 5); el segundo bloque en la corte Esterházy (1761-1790 pero con la última sinfonía para el público de Esterházy en 1781); y el tercer bloque (1782-1795) comprende las Sinfonías de París (n.º 82 - n.º 87) y las Sinfonías de Londres (n.º 93 - n.º 104). El 1 de mayo de 1761 el compositor firmó su contrato como vice-kapellmeister (más tarde kapellmeister) de la familia Esterházy, que nominalmente duró 48 años, hasta su muerte.
La composición de esta pieza se desarrolló en 1771. Se conserva el manuscrito autógrafo fechado en ese año. Con esta sinfonía comenzó Haydn la década de 1770 encontrando una nueva sensación de aplomo y seguridad en su producción sinfónica, una relajación que borra cualquier sensación de que se están siguiendo "reglas" formales.

## Instrumentación
La partitura está escrita para una orquesta formada por:
- Viento madera: 2 oboes y 2 fagotes.
- Viento metal: 2 trompas (y 2 trompetas).
- Percusión: (timbales).
- Cuerda: una sección de cuerdas con 2 violines, viola, violonchelo y contrabajo.
- Teclado: clavecín como bajo continuo.

En aquella época se solía emplear un fagot para amplificar la voz del bajo, incluso sin una notación separada. En cuanto a la participación del clavecín como bajo continuo en las sinfonías de Haydn existen diversas opiniones entre los estudiosos: James Webster se sitúa en contra; Hartmut Haenchen a favor; Jamie James en su artículo para The New York Times presenta diferentes posiciones por parte de Roy Goodman, Christopher Hogwood, H. C. Robbins Landon y James Webster. A partir de 2019 la mayor parte de las orquestas con instrumentos modernos no utiliza el clavecín como continuo. No obstante, existen grabaciones con clavecín en el bajo continuo realizadas por: Trevor Pinnock (Sturm und Drang Symphonies, Archiv, 1989-1990); Nikolaus Harnoncourt (n.º 6–8, Das Alte Werk, 1990); Sigiswald Kuijken (incluidas las Sinfonías de París y Londres; Virgin, 1988-1995); Roy Goodman (Ej. n.º 1-25, 70-78, 82-87; Hyperion, 2002).

## Estructura y análisis
La sinfonía consta de cuatro movimientos:
- I. Moderato e maestoso, en re mayor 2
2
- II. Andantino e cantabile, en la mayor 3
8
- III. Menuet – Trio. Allegretto, en re mayor 3
4
- IV. Finale. Scherzando e presto, en re mayor 2
4

La interpretación de esta obra dura aproximadamente entre 25 y 30 minutos. La vivaz tonalidad de re mayor es la favorita de las cuerdas, que como grupo suenan en su tono más brillante en re. Es probable que desde la época de Haydn hasta la nuestra haya más sinfonías "felices" en esta tonalidad que en ninguna otra. No es sólo una sinfonía alegre, sino francamente jovial.

### I.Moderato e maestoso
El primer movimiento, Moderato e maestoso, está escrito en la tonalidad de re mayor, en compás alla breve y sigue la forma sonata. El movimiento de apertura "está marcado por la viva acciaccatura que aparece en el primer compás". Comienza con una ornamentación humorística seguida de una melodía fluida. La ornamentación consiste en una serie de acciaccaturas y se detiene cómicamente durante un rato, los tresillos suben el ritmo. El movimiento suena en general como una obertura de ópera cómica italiana. Las trompas tienen una pomposa línea de bajo tipo walking bass mientras un fagot toca enérgicamente. Para Stevenson, sin duda es música para el viejo rico que va a perder a la chica.

### II.Andantino e cantabile
El segundo movimiento, Andantino e cantabile, está en la mayor y en compás de 3/8. Generalmente en este periodo los vientos no tocaban en los movimientos lentos y aquí lo están al principio pero aparecen más tarde. La melodía suena como una suave canción popular.

### III.Menuet–Trio. Allegretto
El tercer movimiento, Menuet – Trio. Allegretto, está en re mayor y el compás es 3/4. El minueto es ingenioso. En el encantador Trío los violines imitan el sonido de lejanas fanfarrias de trompeta.

### IV.Finale. Scherzando e presto
El cuarto y último movimiento, Finale. Scherzando e presto, retoma la tonalidad inicial y el compás es 2/4. Haydn utiliza aquí por primera vez una estructura de rondó en una sinfonía. Ha sido descrito como "un uso primigenio de la forma rondó", y H. C. Robbins Landon incluso va más lejos diciendo que es un "rondó característico de Haydn" y quizás el primer rondó como tal, aunque otros apuntan que no debe asociarse el uso de la forma sonata rondó con Haydn. Esto significa que el primer tema vuelve una y otra vez, con temas contrastantes entre sus retornos. El tema, en palabras de Stevenson, es espléndido y se queda grabado inmediatamente en la memoria. La decisión del compositor de utilizar esta forma tuvo consecuencias trascendentales. No sólo Haydn, sino cientos de otros compositores sinfónicos han hecho de esta forma la estructura más probable para un Finale sinfónico. En un momento dado, Haydn empieza a escribir partes independientes para un par de oboes durante dieciséis compases. Al parecer el segundo oboe estaba doblando la línea del bajo todo el tiempo. El maestro austríaco, que era un músico práctico, señala que la segunda parte puede ser asumida por un violonchelo si no se dispone de un segundo fagot.